# Claudiney Rincón
Claudiney Ramos, mais conhecido por Claudiney Rincón (Porecatu, 15 de março de 1980 — Sorocaba, 8 de julho de 2013) foi um futebolista brasileiro, que jogava como meio-campista. Defendeu a seleção da Guiné Equatorial, país onde nunca tinha estado antes de estrear. Ele ganhou este apelido pela semelhança física com o colombiano Freddy Rincón.
Morreu vítima de malária em 8 de julho de 2013 internado na cidade de Sorocaba, no Brasil. Provavelmente contraiu a doença quando participou de dois jogos no continente africano, no mês de junho, pelas eliminatórias da Copa do Mundo de 2014, defendendo a seleção de Guiné Equatorial.

## Jogos pela Seleção de Guiné Equatorial
O atleta defendeu a Seleção Guinéu-Equatoriana de Futebol em três jogos oficiais, ambos válidos pelas Eliminatórias da Copa do Mundo de 2014, e marcou um gol. O gol ficou inválido alguns dias após sua morte, quando a FIFA decidiu atribuir os três pontos do jogo para Cabo Verde, que finalmente ganhou por 3-0. O motivo foi uma suposta participação irregular do seu companheiro Emilio Nsue, um jogador nascido e criado na Espanha que, ao contrário do Rincón, tem ascendência guinéu-equatoriana.
Expanda a caixa de informações para conferir todos os jogos deste jogador, pela sua seleção nacional
|   | Data       | Adversário | Local                      | Resultado | Gols (Placar) | Competição                    |
| - | ---------- | ---------- | -------------------------- | --------- | ------------- | ----------------------------- |
| 1 | 24/03/2013 | Cabo Verde | Estadio de Malabo, Malabo- | 0–3       | 0             | Eliminatórias da Copa de 2014 |
| 2 | 08/06/2013 | Cabo Verde | Estádio da Várzea, Praia-  | 3–0       | 0             | Eliminatórias da Copa de 2014 |
| 3 | 16/06/2013 | Tunísia    | Estadio de Malabo, Malabo- | 1–1       | 0             | Eliminatórias da Copa de 2014 |

- Fonte:FIFA[5]